# Conselleria de Medi Ambient i Mobilitat del Govern de les Illes Balears
El conseller de Medi Ambient i Mobilitat del Govern de les Illes Balears és el màxim representant de la conselleria de Medi Ambient i Mobilitat. L'actual conseller de Medi Ambient i Mobilitat és Gabriel Company Bauzá (PP), des del 10 de juny de 2011.

## Competències i composició
Aquesta conselleria reagrupa les competències de les antigues conselleries de Mobilitat i Ordenació del Territori, dirigida pel mateix Vicens i les de Medi Ambient, tot després que els membres d'Unió Mallorquina fossin expulsats del Govern el febrer de 2010.
Les competències d'aquest departament actualment (2010) són la gestió ambiental, la política territorial, el transport públic i l'aeri i la regulació del sector del transport terrestre.
El departament consta de les direccions generals de Recursos Hídrics, Mobilitat, Biodiversitat, Canvi Climàtic i Educació Ambiental, Ordenació del Territori i Transport Aeri i Marítim. És, a més, l'òrgan dependent d'empreses públiques com Serveis Ferroviaris de Mallorca, ABAQUA o SITIBSA.

## Llista de consellers de Medi Ambient
| Legislatura | Nom                       | Inici                | Fi                   | Partit    |
| ----------- | ------------------------- | -------------------- | -------------------- | --------- |
| IV          | Bartomeu Reus Beltran     | 18 de juny de 1996   | 12 de juny de 1997   | PP        |
| IV          | Miquel Àngel Ramis Socias | 12 de juny de 1997   | 28 de juliol de 1999 | PP        |
| V           | Margalida Rosselló Pons   | 28 de juliol de 1999 | 1 de juliol de 2003  | Els Verds |
| VI          | Jaume Font Barceló        | 1 de juliol de 2003  | 9 de juliol de 2007  | PP        |
| VII         | Miquel Àngel Grimalt Vert | 9 de juliol de 2007  | 8 de febrer de 2010  | UM        |
| VII         | Gabriel Vicens Mir        | 8 de febrer de 2010  | 10 de juny de 2011   | BLOC      |
| VIII        | Gabriel Company Bauzá     | 10 de juny de 2011   | 2 de juliol de 2015  | PP        |
| IX          | Vicenç Vidal Matas        | 2 de juliol de 2015  | 2 de juliol de 2019  | Més       |
| X           | Miquel Mir Gual           | 2 de juliol de 2019  | 10 de juliol de 2023 | Més       |
| XI          | Joan Simonet Pons         | 10 de juliol de 2023 | actualitat           | PP        |